# Чернолучинское городское поселение
Чернолучинское городско́е поселе́ние — муниципальное образование в Омском районе Омской области Российской Федерации.
Административный центр — дачный посёлок Чернолучинский.

## История
Статус и границы городского поселения установлены Законом Омской области от 30 июля 2004 года № 548-ОЗ «О границах и статусе муниципальных образований Омской области»

## Население
| 2006  | 2010  | 2011  | 2012  | 2013  | 2014  | 2015  |
| ----- | ----- | ----- | ----- | ----- | ----- | ----- |
| 2600  | ↘1681 | ↗1684 | ↗1746 | ↗1777 | ↗1808 | ↘1796 |
| 2016  | 2017  | 2018  | 2019  | 2020  | 2021  | 2023  |
| ↘1775 | ↘1756 | ↘1746 | ↘1711 | ↘1681 | ↘1549 | ↘1516 |

## Состав городского поселения
| № | Населённый пункт | Тип населённого пункта                 | Население |
| - | ---------------- | -------------------------------------- | --------- |
| 1 | Чернолучинский   | дачный посёлок, административный центр | ↘1516     |